# Penstemon spatulatus
Penstemon spatulatus är en grobladsväxtart som beskrevs av Francis Whittier Pennell. Penstemon spatulatus ingår i släktet penstemoner, och familjen grobladsväxter. Inga underarter finns listade i Catalogue of Life.